# Estação St. Andrew
St. Andrew é uma estação do metrô de Toronto, localizada na secção University da linha Yonge-University-Spadina. Localiza-se no no cruzamento da University Avenue com a King Street. St. Andrew não possui um terminal de ônibus/bonde integrado, e passageiros das linhas de superfície do Toronto Transit Commission que conectam-se com a estação precisam de um transfer para poderem transferirem-se da linha de superfície para o metrô e vice-versa. O nome da estação provém da St. Andrew's Church, uma igreja presbiteriana localizada próxima à estação.